# Yadviha Skorabahataya
Yadviha Skorabahataya (10 de junio de 1968) es una deportista bielorrusa que compitió en atletismo adaptado y esquí de fondo adaptado. Ganó una medalla en los Juegos Paralímpicos de Verano de 1996 y ocho medallas en los Juegos Paralímpicos de Invierno entre los años 2002 y 2014.

## Palmarés internacional
| Juegos Paralímpicos | Juegos Paralímpicos      | Juegos Paralímpicos | Juegos Paralímpicos |
| Año                 | Lugar                    | Medalla             | Prueba              |
| ------------------- | ------------------------ | ------------------- | ------------------- |
| 1996                | Atlanta (Estados Unidos) | Medalla de bronce   | Jabalina F10-11     |

| Juegos Paralímpicos | Juegos Paralímpicos        | Juegos Paralímpicos | Juegos Paralímpicos       |
| Año                 | Lugar                      | Medalla             | Prueba                    |
| ------------------- | -------------------------- | ------------------- | ------------------------- |
| 2002                | Salt Lake (Estados Unidos) | Medalla de oro      | 5 km B2-3                 |
| 2002                | Salt Lake (Estados Unidos) | Medalla de plata    | 10 km B2-3                |
| 2006                | Turín (Italia)             | Medalla de plata    | 15 km discapacidad visual |
| 2006                | Turín (Italia)             | Medalla de plata    | 3 × 2,5 km clase abierta  |
| 2006                | Turín (Italia)             | Medalla de bronce   | 10 km discapacidad visual |
| 2010                | Vancouver (Canadá)         | Medalla de bronce   | 15 km discapacidad visual |
| 2010                | Vancouver (Canadá)         | Medalla de bronce   | 3 × 2,5 km clase abierta  |
| 2014                | Sochi (Rusia)              | Medalla de bronce   | 15 km discapacidad visual |